# Bronson Pelletier
Bronson Pelletier, född 31 december 1986, är en kanadensisk skådespelare.

## Filmografi
- The Twilight Saga: Eclipse (2010) - Jared
- The Twilight Saga: New Moon (2009) - Jared
- Renegadepress.com (2005-2008) - Jack Sinclair
- Dinosapien (2007) - Kit Whitefeather